# Charles-Théodore Millot
Charles-Théodore Millot (Montigny-sur-Aube, 28 giugno 1829 – Angoulême, 17 maggio 1889) è stato un militare francese. Si distinse nella guerra franco-prussiana e nella campagna del Tonchino. Le sue vittorie a Bắc Ninh e a Hưng Hóa posero fine a due anni di guerra non dichiarata tra Francia e Cina nel nord del Vietnam e spianarono la strada alla conclusione dell'accordo di Tientsin. Millot si dimise da comandante in capo del Corpo di spedizione del Tonchino poco dopo lo scoppio della guerra franco-cinese.

## Carriera militare
Ammesso all'École spéciale militaire de Saint-Cyr nel 1847, scelse di prestar servizio in fanteria.
Durante la guerra franco-prussiana partecipò alle battaglie di Mars-la-Tour e di Saint-Privat. Catturato durante l'assedio di Metz, riuscì a evadere e a ricongiungersi all'esercito francese, distinguendosi come comandante di corpo del 57e régiment d'infanterie de marche. Fu promosso colonnello nel 1874 e generale di brigata nel 1880. Nel 1882 fu nominato comandante della piazza di Parigi e del Dipartimento della Senna. Nel 1883 fu promosso generale di divisione.
Millot, che nel 1862 aveva già trascorso un periodo in Cocincina al comando dell'ammiraglio Bonard, divenne nel 1884 il nuovo comandante del Corpo di spedizione del Tonchino. L'arrivo di ingenti rinforzi dalla Francia e dalle colonie africane aveva portato la forza del corpo di spedizione a oltre 10.000 uomini e Millot organizzò questa forza in due brigate. La 1ª brigata era comandata dal generale di brigata Louis Brière de l'Isle, che si era già fatto notare come governatore del Senegal. La 2ª brigata era comandata dal generale di brigata Françios de Négrier, un giovane e carismatico comandante della Legione straniera che aveva da poco sedato una grave ribellione araba in Algeria.

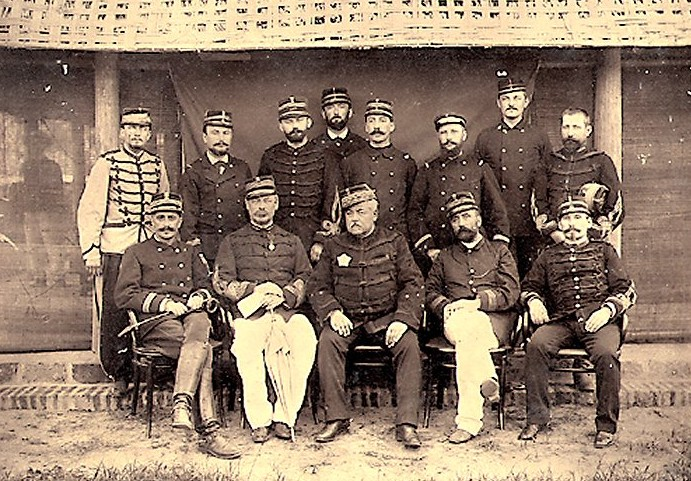
Il generale Millot e il suo staff, estate 1884

Millot comandò il corpo di spedizione per otto mesi, dal febbraio al settembre 1884, durante i quali organizzò due grandi campagne per catturare Bắc Ninh e Hưng Hóa (marzo e aprile 1884) e due spedizioni più modeste per catturare Thái Nguyên e Tuyên Quang (maggio e giugno 1884). Nella campagna di Bắc Ninh ottenne una spettacolare vittoria di misura contro l'esercito del Guangxi di Xu Yanxu. Alla presa di Hưng Hóa, affiancò il formidabile sistema difensivo di Liu Yongfu senza perdere un uomo. Dopo essersi strenuamente opposto all'invio di una colonna per occupare Lạng Sơn nel caldo dell'estate del Tonchino, uscì indenne dall'inchiesta ufficiale sulle circostanze dell'imboscata di Bắc Lệ.
Millot fu probabilmente il comandante di maggior successo tra quelli del corpo di spedizione, ma era impopolare sia tra i suoi ufficiali che tra i suoi uomini, che lo consideravano troppo prudente. In particolare gli fu rinfacciata la decisione di fermare l'inseguimento da parte del generale de Négrier delle forze cinesi sconfitte nella campagna di Bắc Ninh, anche se Millot ebbe valide ragioni militari per prendere questa decisione. Le truppe diedero immediatamente degli ironici soprannomi vietnamiti ai loro tre generali: l'ammirato de Négrier divenne Maolen ("Veloce!"), Brière de l'Isle Mann Mann ("Lento!") e Millot Toi Toi ("Fermo!").
La carriera di Millot nel Tonchino si concluse amaramente. In cattive condizioni di salute e costernato per il modo in cui il governo francese aveva usato l'imboscata di Bắc Lệ come pretesto per una guerra con la Cina, presentò le sue dimissioni nel settembre 1884. Nel suo ultimo ordine del giorno si descrisse come "un uomo malato e deluso".
Millot morì ad Angoulême il 17 maggio 1889 per le conseguenze della malaria che aveva contratto nel Tonchino.